# Voodoo (musikalbum)
Voodoo är ett konceptalbum av den danska hårdrockaren King Diamond, utgivet 1998.
Albumet handlar om en familj som flyttar in i ett mycket gammal hus på 1930-talet. På deras mark ligger en urgammal voodookyrkogård. Familjen störs varje kväll av oljud från denna plats och de beslutar sig till sist för att avlägsna kyrkogården. Det beslutet skulle de aldrig ha tagit.

## Låtarna
1. "Louisiana Darkness" - 1:43
2. "LOA House" - 5:33
3. "Life After Death" - 5:40
4. "Voodoo" - 4:34
5. "A Secret" - 4:04
6. "Salem" - 5:18
7. "One Down, Two to Go" - 3:45
8. "Sending of Dead" - 5:40
9. "Sarah's Night" - 3:22
10. "The Exorcist" - 4:52
11. "Unclean Spirits" - 1:49
12. "Cross of Baron Samedi" - 4:29
13. "If They Only Knew" - 0:32
14. "Aftermath" - 1:39

## Medverkande
- Sång: King Diamond
- Gitarr: Andy La Rocque
- Gitarr: Herb Simonsen
- Bas: Chris Estes
- Trummor: John Hébert